# Marabout (métro léger de Charleroi)
 (août 2022).
Si vous disposez d'ouvrages ou d'articles de référence ou si vous connaissez des sites web de qualité traitant du thème abordé ici, merci de compléter l'article en donnant les références utiles à sa vérifiabilité et en les liant à la section « Notes et références ».
Pour les articles homonymes, voir Marabout.
Marabout est une station du métro léger de Charleroi. C'est une station souterraine qui se trouve sur la ligne M4 vers Soleilmont.

## Caractéristiques
La station est souterraine et se trouve sur la ligne vers Gilly et Soleilmont. 
Commencée dans les années 80, elle est restée pendant vingt ans à l'état de gros œuvre. Les travaux ont repris au 1er trimestre 2009 avec le prolongement de l'antenne de Gilly en direction de Soleilmont. Elle a été inaugurée le 27 février 2012.
La station est richement décorée, avec l'utilisation de matériaux naturels comme le schiste et le marbre. Une fresque représentant une ligne du temps est apposée sur les murs de la station.
Marabout est aménagée de manière à accueillir les personnes à mobilité réduite.